# Palmeirais

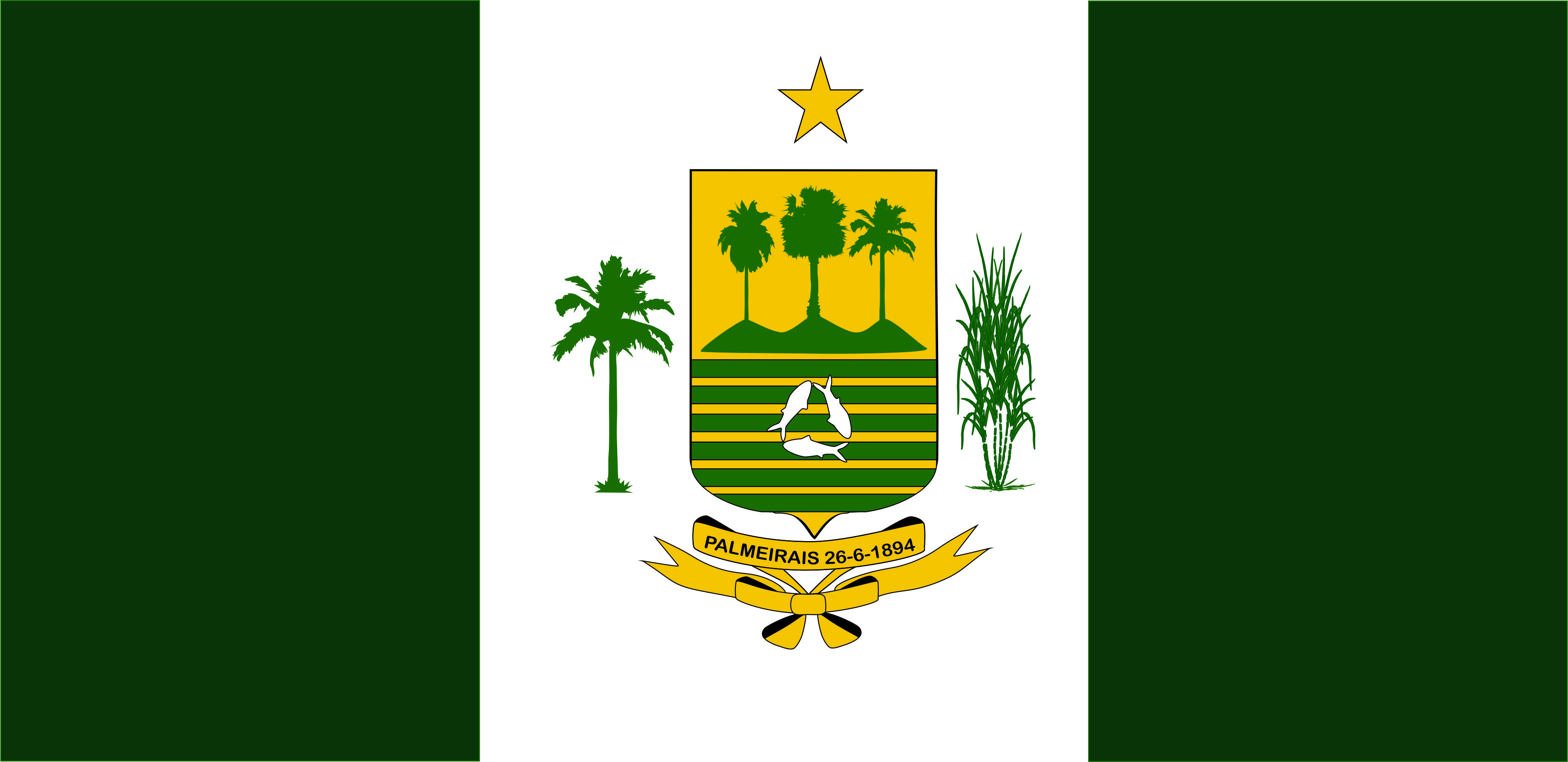

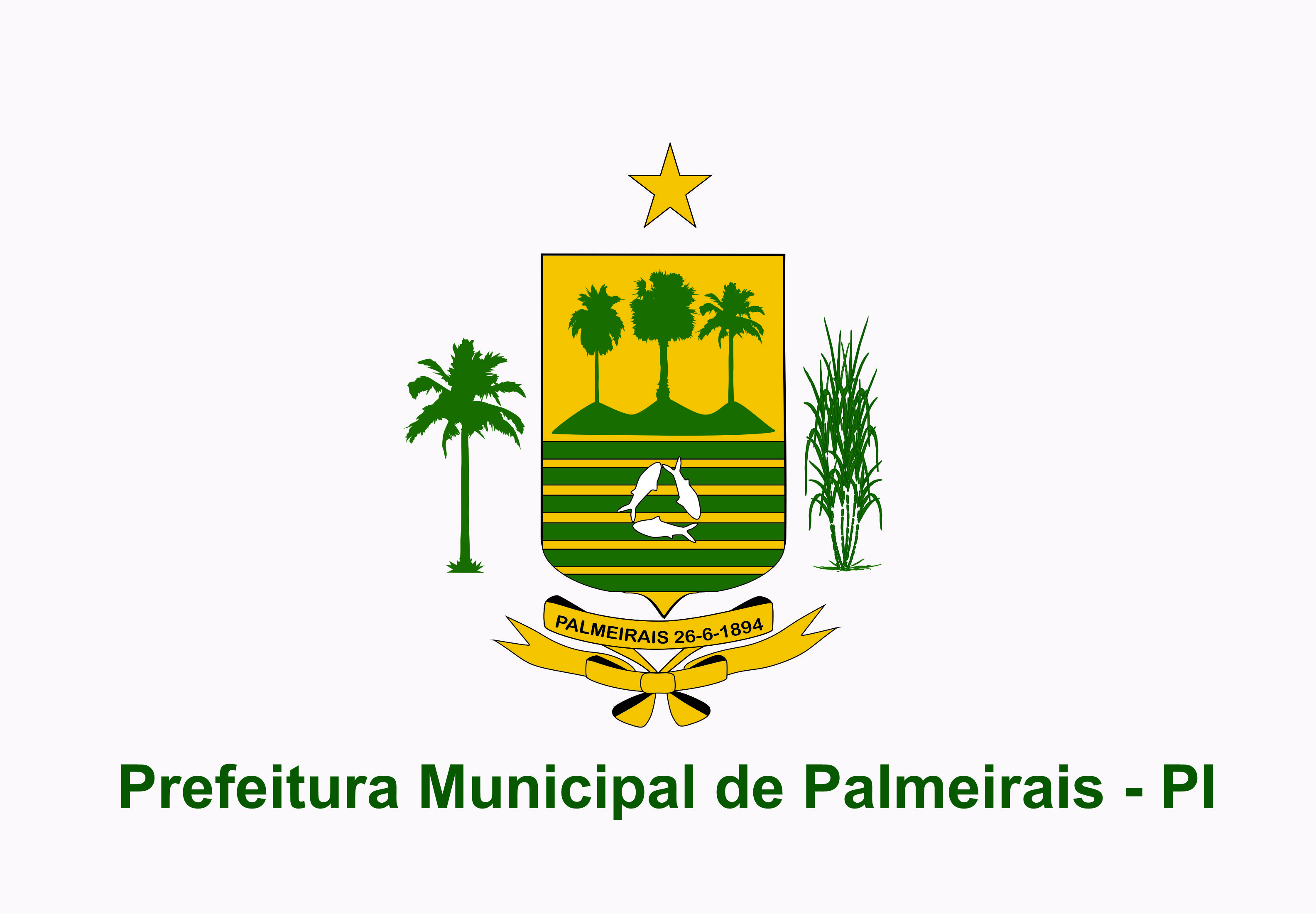

Palmeirais é um município brasileiro do estado do Piauí.

## Geografia
Localiza-se a uma latitude 05º58'40" sul e a uma longitude 43º03'48" oeste, estando a uma altitude de 85 metros. Sua população estimada em 2004 era de 12.622 habitantes. com crescimento até 2010 passou a ter 14.306 habitantes. segundo dados do IBGE.
Área – ocupa o 56º lugar em extensão territorial no estado, com 1. 516 km² (número também com alteração devido a criação do município de Curralinho).
Clima – agradável com máxima de 35º e mínima 21º.
Acidente geográficos – o Parnaíba é o maior rio do município, fazendo divisa com o estado do Maranhão. Riachos principais: Cadoz, Fundo, dos Negros e Corrente (onde tem bonita queda d’água), que não secam por ocasião do verão e mais os riachos do Alegre e Coroatá que secam. Lagos que não secam e merecem destaques: Ininga, Grande, da ilhota, e a do Matriz. Como acidente orográficos, destaca-se as serras Buraqueira, da Solta, da Mangaba, Jacarandá e da Condonga.
Alguns dos seus povoados mais importantes – Estados Unidos, Nova Esperança, Cruizinhas, São Joaquim, Castelhano, Capumba, Cirurgião, Veneza, Cafundó, são Vicente de Fora, Espírito Santo, Barreiras.